# EBIRT
EBIRT ist eine betriebswirtschaftliche Kennzahl und sagt etwas über den betrieblichen Gewinn eines Unternehmens in einem bestimmten Zeitraum aus. EBIRT ist die Abkürzung für englisch Earnings before interest, royalties and taxes (Gewinn vor Zinsen, Lizenzen und Steuern).
In der praktischen Anwendung hat es jedoch die Bedeutung von „Gewinn vor Finanzergebnis, außerordentlichem Ergebnis/Lizenzaufwand und Steuern“.
Es werden also außerordentliche (einmalige) Kosten und Aufwendungen ebenso ignoriert wie Zinsen, Lizenzaufwand sonstige Finanzierungsaufwendungen oder -erträge, Lizenz sowie Steuern. Man spricht hier auch von einer Bereinigung des Gewinns oder dem Herausrechnen bestimmter Positionen:
Jahresüberschuss (Gewinn)
+ Steueraufwand
- Steuererträge
= EBT (Ergebnis der gewöhnlichen Geschäftstätigkeit)
+ außerordentlicher Aufwand
- außerordentliche Erträge
+ Lizenzaufwand
+ Zinsaufwand
- Zinsertrag
= EBIRT
Anhand des EBIRT können Finanzanalysten, Finanzdirektoren und Controller zum Beispiel den betrieblichen Gewinn verschiedener Geschäftsjahre, Quartale oder Unternehmensbereiche direkt vergleichen, ohne dass die Resultate durch schwankende Steuersätze, Zinsaufwendungen oder sonstige außerordentliche Faktoren verzerrt werden.